# Hyby socken
Hyby socken i Skåne ingick i Bara härad, ingår sedan 1977 i Svedala kommun och motsvarar från 2016 Hyby distrikt.
Socknens areal är 55,60 kvadratkilometer varav 52,34 land.  År 2000 fanns här 2 584 invånare. Gården Bökeberg, tätorten Klågerup med Klågerups slott, tätorten Holmeja samt herrgården och kyrkbyn Hyby med sockenkyrkan Hyby kyrka ligger i socknen. 

## Administrativ historik
Socknen har medeltida ursprung. 
Vid kommunreformen 1862 övergick socknens ansvar för de kyrkliga frågorna till Hyby församling och för de borgerliga frågorna bildades Hyby landskommun. Landskommunen uppgick 1952 i Bara landskommun som 1971 ombildades till Bara kommun som uppgick 1977 i Svedala kommun. Församlingen uppgick 2002 i Värby församling.
1 januari 2016 inrättades distriktet Hyby, med samma omfattning som församlingen hade 1999/2000.  
Socknen har tillhört län, fögderier, tingslag och domsagor enligt vad som beskrivs i artikeln Bara härad. De indelta soldaterna tillhörde Södra skånska infanteriregementet, Livkompaniet och Skånska dragonregementet, Malmö skvadron, Sallerups kompani. 

## Geografi
Hyby socken ligger öster om Malmö med Fjällfotasjön i söder och Yddingen i sydväst. Socknen är i norr odlingsbygd och i söder en starkt kuperad skogsbygd med bokskog.

## Fornlämningar
Boplatser och en gånggrift från stenåldern är funna. Från bronsåldern finns åtta gravhögar. Två runstenar är kända, Hybystenen 1, som står i ett villaområde i Vissmarlöv, och Hybystenen 2 som är försvunnen sedan 1800-talets mitt.

## Namnet
Namnet skrevs 1302 Höghby och kommer från kyrkbyn. Efterleden är by, 'gård; by'. Förleden innehåller hög syftande på en av höjderna som omger kyrkbyn..